# Idaea submaculata
Idaea submaculata là một loài bướm đêm trong họ Geometridae.